# Підбереззя (Луцький район)
Підбере́ззя — село в Україні, у Луцькому районі Волинської області. Входить до складу Горохівської міської громади. Населення становить 1020 осіб.

## Історія
12 червня 2020 року, відповідно до розпорядження Кабінету Міністрів України № 708-р «Про визначення адміністративних центрів та затвердження територій територіальних громад Волинської області», село увійшло в склад Горохівської міської громади.
19 липня 2020 року, в результаті адміністративно-територіальної реформи та ліквідації Горохівського району, село увійшло до складу новоутвореного Луцького району.

## Географія
Село розташоване на лівому березі річки Стрипа.

## Населення
Згідно з переписом УРСР 1989 року чисельність наявного населення села становила 1107 осіб, з яких 557 чоловіків та 550 жінок.
За переписом населення України 2001 року в селі мешкало 1017 осіб.

### Мова
Розподіл населення за рідною мовою за даними перепису 2001 року:
| Мова       | Відсоток |
| ---------- | -------- |
| українська | 99,22 %  |
| російська  | 0,29 %   |
| білоруська | 0,10 %   |
| інші       | 0,39 %   |

## Церква зачаття святої Анни

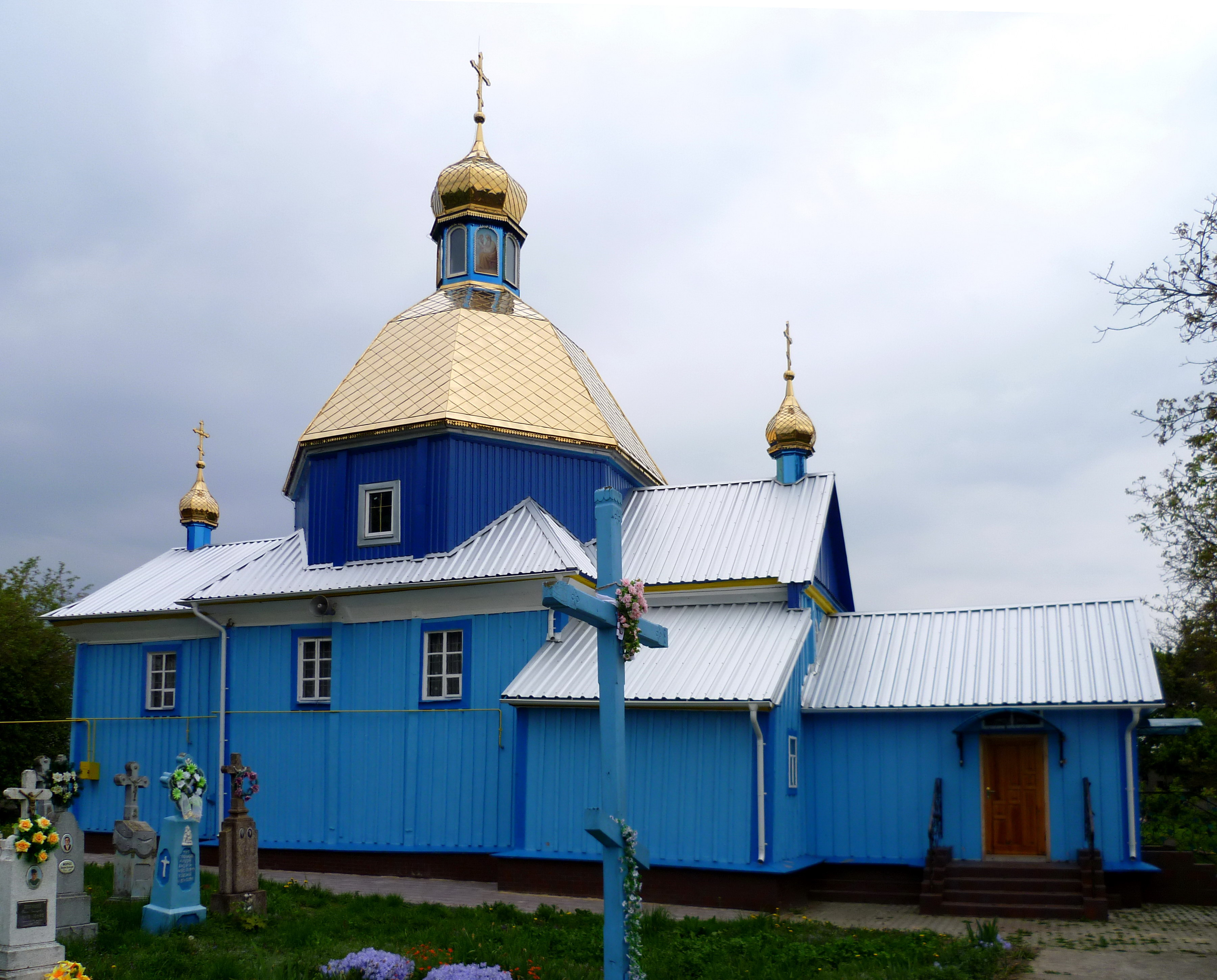
Церква зачаття святої Анни у селі Підбереззі

Церква зачаття святої Анни в селі Підбереззі одна з найстаріших у Горохівському районі, побудована у XVII століття. Пам'ятка архітектури національного значення. В користуванні громади УПЦ Київського Патріархату.

## Історія
Уперше згадується в 1570 році, було власністю Бокіїв, Хобултовських.
У 1906 році село Підберезської волості Володимир-Волинського повіту Волинської губернії. Відстань від повітового міста 45 верс. Дворів 147, мешканців 871.
До Другої світової війни в цьому населеному пункті існував невеличкий палац та парк родини Грохольських, проте після 1939 року він був знищений.

## Люди
В селі народився Заремба Сергій Захарович — український історик, дослідник історії України доби середньовіччя, краєзнавець, пам'яткознавець.